# فرودگاه رسسچی
فرودگاه رسسچی (به انگلیسی: Rosaschi Air Park) یک فرودگاه همگانی است که یک باند فرود آسفالت دارد و طول باند آن ۱۴۶۳ متر است. این فرودگاه در شهر اسمیت، نوادا کشور ایالات متحده آمریکا قرار دارد و در ارتفاع ۱۴۶۵٫۸ متری از سطح دریا واقع شده است.